# Punctelia crispa
Punctelia crispa är en lavart som beskrevs av Marcelli, Jungbluth & Elix. Punctelia crispa ingår i släktet Punctelia och familjen Parmeliaceae.   Inga underarter finns listade i Catalogue of Life.